# Lago Lanalhue

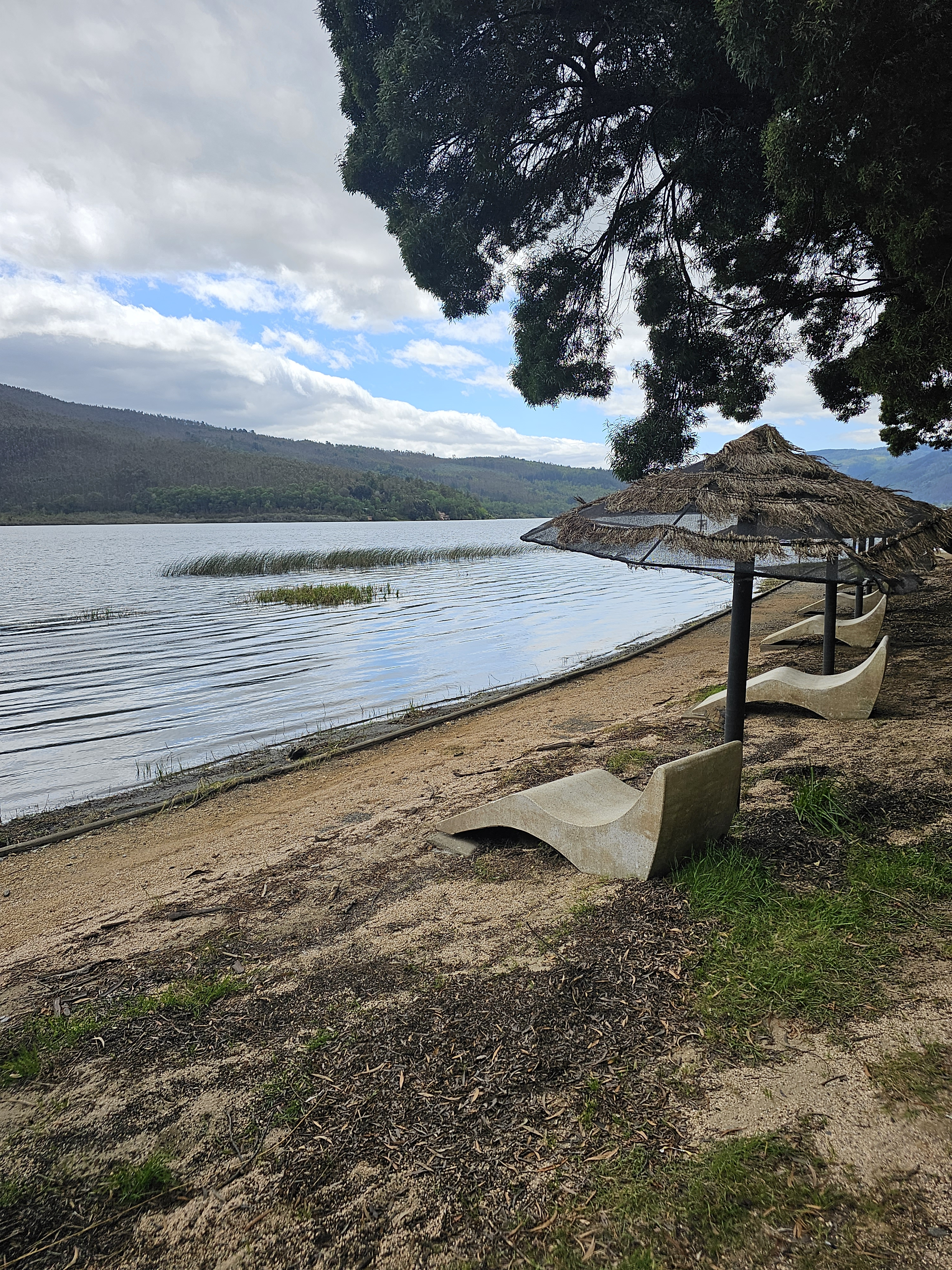
Playa puerto Contulmo.

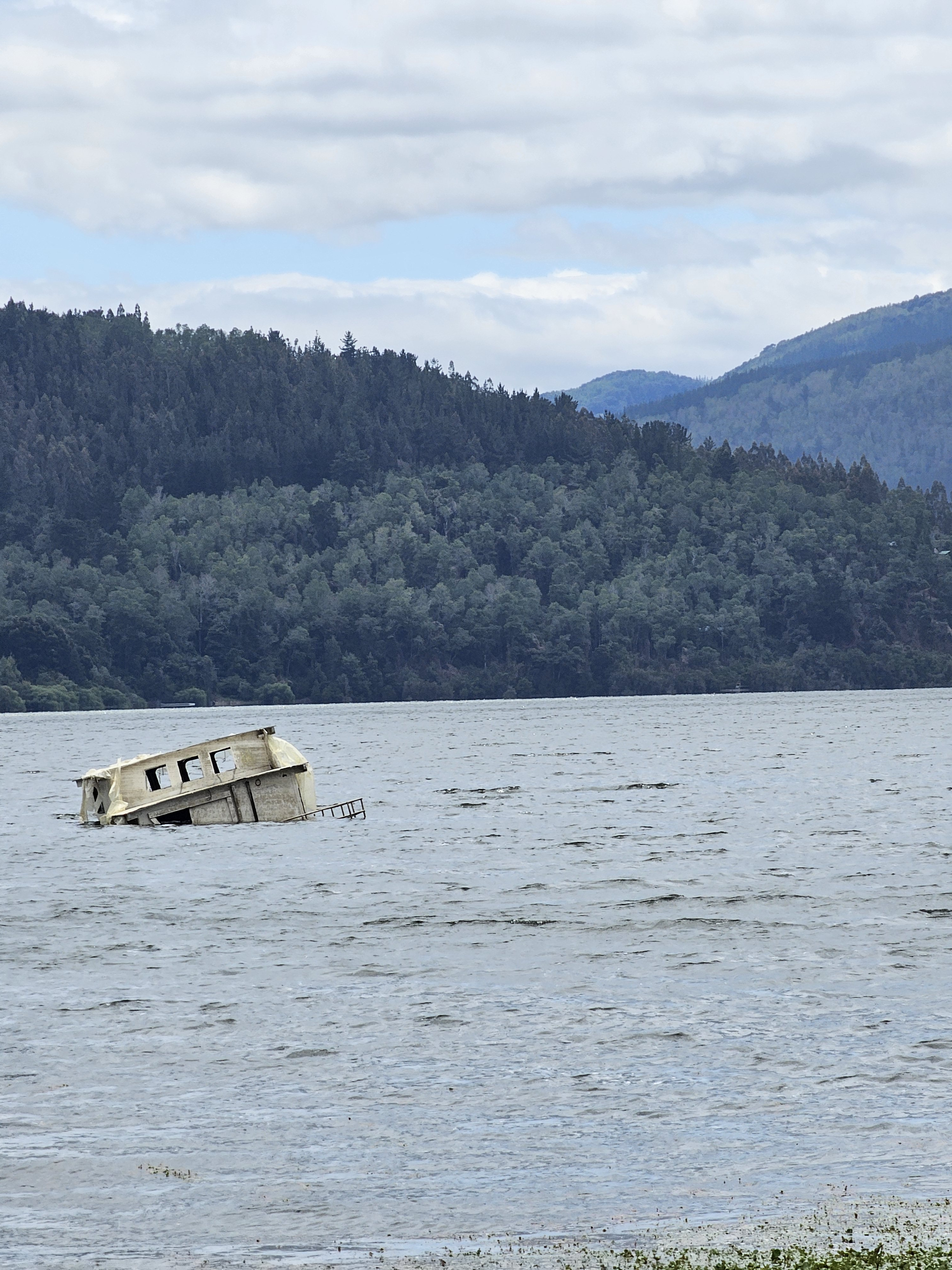
Vista al lago Lanalhue desde camino a sector Buchoco de la comuna de Contulmo.

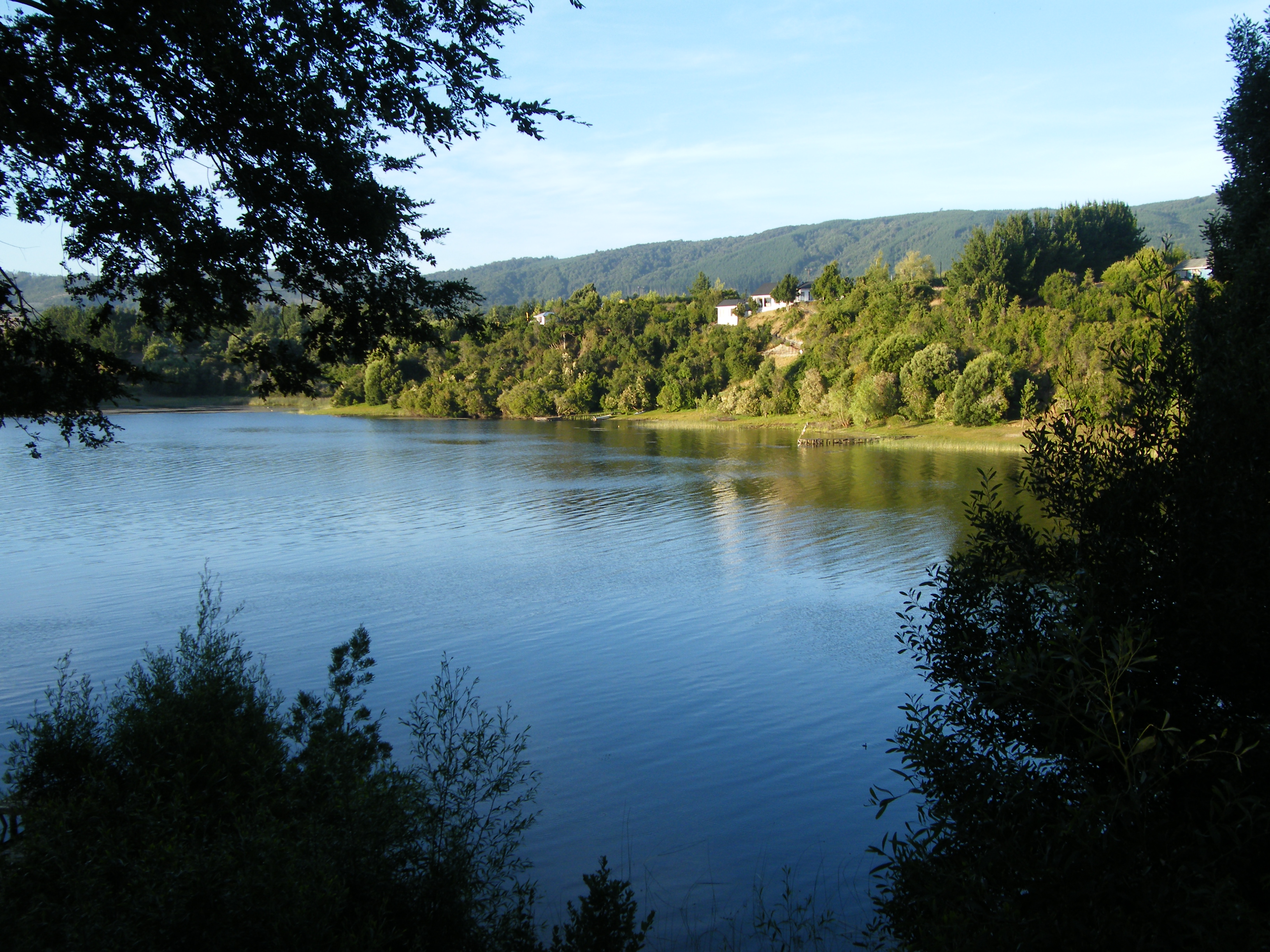
Desde la otra orilla.

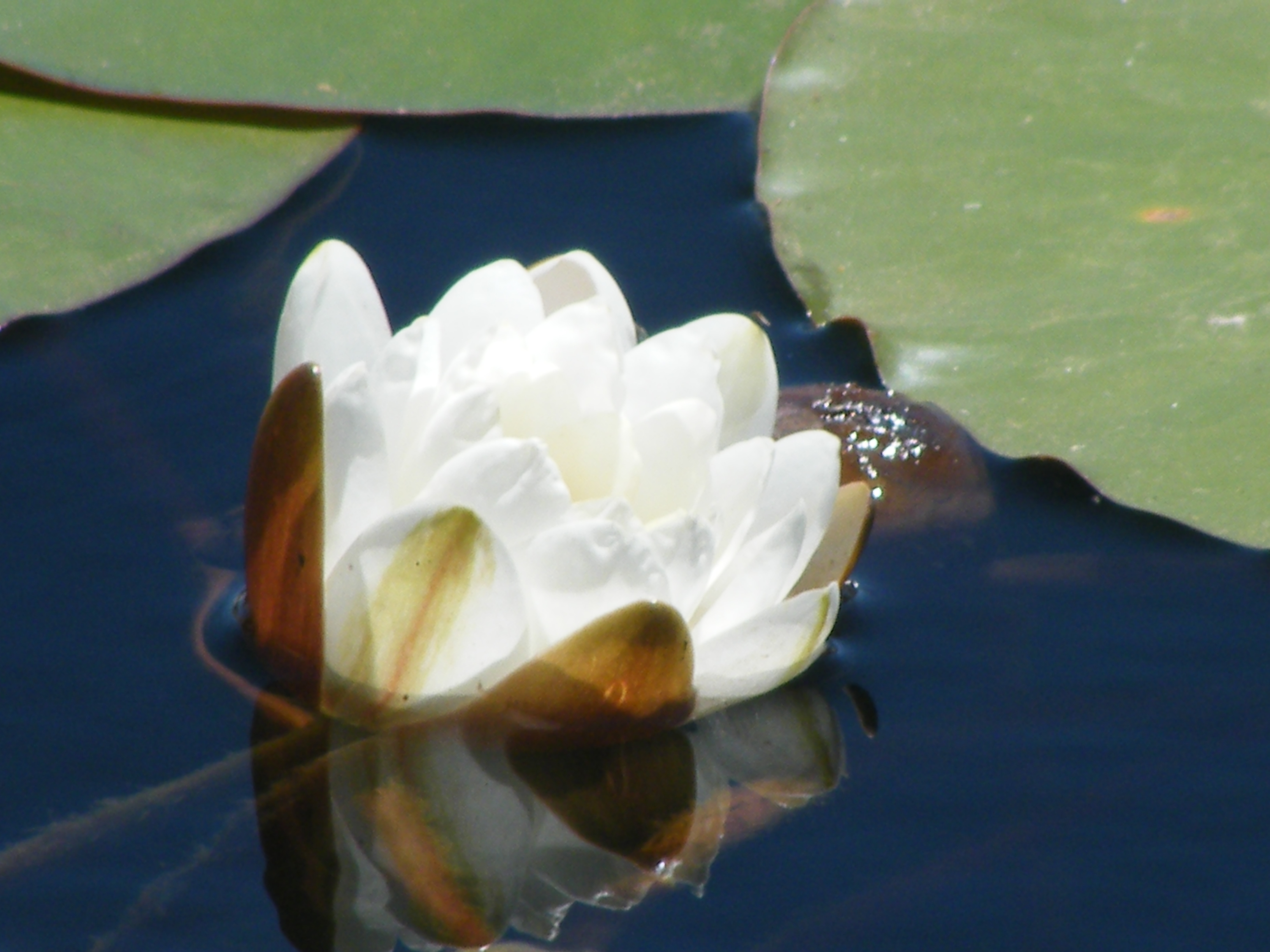
Flor del loto.

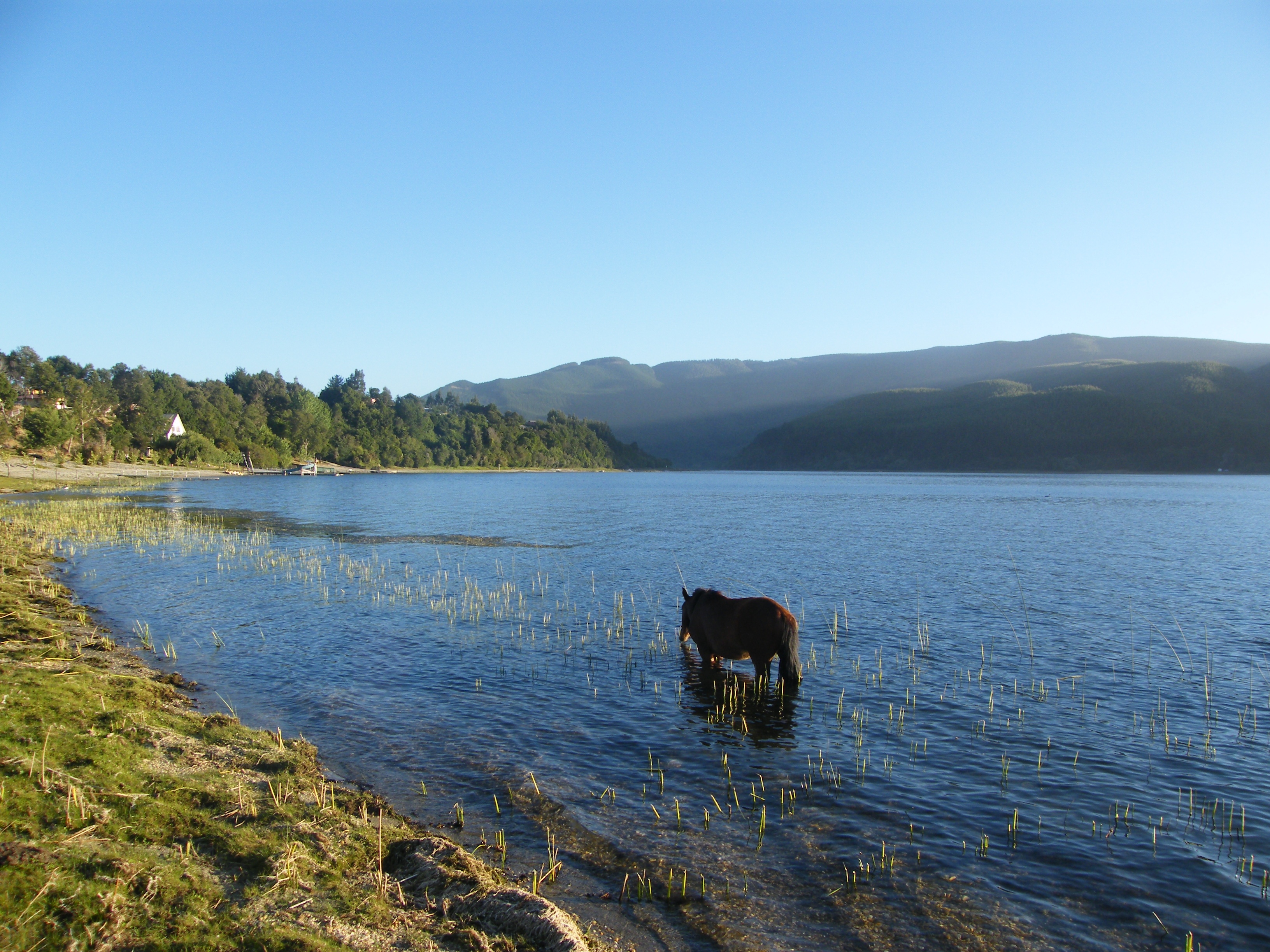
Pastando a orillas del lago.

El lago Lanalhue es un lago de Chile, entre las ciudades de Cañete y Contulmo, en la provincia de Arauco, en la región del Biobío, en la vertiente occidental de la Cordillera de Nahuelbuta. 

## Ubicación y descripción
La laguna es de forma alargada con un eje mayor de 20 km y de ancho muy variable. Su profundidad máxima es de 16 m.: 442 
Es conocido por sus tibias aguas y por la presencia del cisne de cuello negro que migró a este lago procedente del río Cruces y del lago Budi a principios de 2001.  Este lago estaba contaminado con un alga conocida como luchecillo (E. densa) desde al menos 1987, siendo el luchecillo un alimento para estos cisnes.
El lago ocupa una depresión por donde pasa la falla de Lanalhue. Esta poco conocida falla es una de las causantes de los sismos más grandes de Chile, incluso de la historia de la humanidad, como fue el 21 de mayo de 1960.

## Hidrología
Existe un acabado estudio de las características de la laguna Chica (San Pedro de la Paz), laguna Grande (San Pedro de la Paz), laguna Quiñenco, lago Lanalhue y del lago Lleulleu del cual presentamos la tabla de parámetros morfológicos.
Las precipitaciones varían entre 1.250 mm a cerca de 2500 mm anuales y la temperatura media anual es 12 a 13 °C.: 58 
| Parámetros/Cuerpo de agua | Laguna Chica | Laguna Grande | Laguna Quiñenco | Lago Lanalhue | Lago Lleulleu |
| Latitud (S) | 36° 51’      | 36° 51’       | 36° 59’         | 37° 55’       | 38° 9’        |
| Longitud (W) | 73° 5’       | 73° 6’        | 73° 7’          | 73° 19’       | 73° 19’       |
| Altura (m s. n. m.) | 5.0          | 4.0           | 5.0             | 12.0          | 20.0          |
| Profundidad máx. (m) | 18.0         | 13.5          | 6.1             | 26.0          | 46.5          |
| Profundidad media (m) | 10.3         | 8.3           | 3.0             | 13.1          | 23.5          |
| Largo máx. (km) | 1.9          | 2.7           | 1.1             | 9.6           | 13.2          |
| Ancho máx. (km) | 0.87         | 1.4           | 0.36            | 4.3           | 3.7           |
| Perímetro (km) | 5.7          | 9.4           | 2.94            | 58.6          | 93.3          |
| Área del lago (km²) | 0.82         | 1.55          | 0.29            | 31.9          | 39.8          |
| Área cuenca (km²) | 4.5          | 12.7          | 3.0             | 325.0         | 670.0         |
| Volumen (km³) | 0.0086       | 0.0128        | 0.0009          | 0.418         | 0.934         |
| Desarrollo línea de costa* | 1.8          | 2.1           | 1.5             | 2.9           | 4.2           |
| Rel. Prof. media / Prof. máx. | 0.57         | 0.61          | 0.49            | 0.50          | 0.50          |
| Rel. Área cuenca / área lago | 5.5          | 8.2           | 10.3            | 10.2          | 16.8          |
| Rel. Área cuenca / vol. lago | 523.3        | 992.2         | 3333.3          | 777.5         | 717.3         |
| Prof. criptodepresión (m) | 13.0         | 9.5           | 1.1             | 14.0          | 26.9          |
| - El coeficiente de perímetro o desarrollo línea de costa es la proporción entre el perímetro del lago y el perímetro de una circunferencia con igual área que el lago. Toma el valor 1 para un lago perfectamente circular. {\textstyle D_{L}={\frac {L}{2{\sqrt {\pi A}}}}}, con {\textstyle D_{L}} es el coeficiente, {\displaystyle L} es el perímetro del lago, y {\displaystyle A} es el área del lago. - El desarrollo del volumen es una medida de la diferencia entre la forma del lago (cuerpo de agua) y la de un cono: Dv = 3 Z÷ Zmax |              |               |                 |               |               |

## Historia
Su nombre podría significar "lugar de almas en pena" (del mapudungun: lanallwe ‘lugar de almas en pena’).
Francisco Solano Asta-Buruaga y Cienfuegos escribió en 1899 en su obra póstuma Diccionario Geográfico de la República de Chile sobre el lago:
Lanalhue (Laguna de).-—Yace en el departamento de Cañete por los 37° 58' Lat. y 73° 20' Lon. y á 18 ó 20 kilómetros al S. de su capital. Su extremo oriental toca en la cordillera de Nahuelvuta y de allí este hermoso receptáculo de agua se prolonga al O. por irnos 12 kilómetros hasta quedar distando más ó menos otro tanto del Pacífico; su anchura común es de uno á dos kilómetros. Rodéanla alturas de medianas sierras selvosas, que internan en ella espolones y puntas que hacen tortuosas é irregulares sus márgenes, dejándole en ellas diversos vallecillos por los que corren arroyos, que en ella afluyen. Es de suficiente hondura para la navegación de pequeñas embarcaciones. Sus orillas y contornos estuvieron habitados por varías familias de los antiguos indios; y hoy existe en la margen del extremo sudeste la población de Contulmo. Desagua por su extremidad occidental, dando nacimiento al río Paicaví. Primitivamente se denominaba laguna de Ilicura. La del título viene de lan y de alhue, el diablo; esto es, diablo muerto. Hállase inmutado también en Nagalhue, (de nagh y alhué) diablo abajo.
Luis Risopatrón lo describe en su Diccionario Jeográfico de Chile de 1924:: 463 
Lanalhue (Laguna de) 37° 56' 73° 18'. Tiene unos 65 m² de superficie i 16 m de profundidad, es navegable está rodeada de alturas graníticas de medianas sierras selvosas, que internan en ella i espolones i puntas que hacen tortuosas e irregulares. sus márjenes i dejan diversos vallecillos por los que corren arroyos que en ella afluyen; se encuentra al pié W de la cordillera de Nahuelbuta, se prolonga hácia el W por 20 kilómetros, con un ancho medio de uno a dos kilómetros i desagua al Pacífico por un tributario que va al rio Paicaví. Sus orillas i contornos estuvieron habitados por varias familias de los antiguos indios. 61, XX, p. 472 mapa; 62, I, p. 118; 63, p. 413; 65, p. 272; 66, p. 97 i 265; 155, p. 356; i 156; Lanalgüe en 61, XX, p. 478; Ilicura en 61, XX, p. 482; i 155, p. 326; i Nagalhue en 155, p. 465
Risopatrón la registra también bajo el nombre Nagalhue.

## Población, economía y ecología

### Santuario de la naturaleza El Natri
Un espacio de 282 hectáreas ubicada entre el lago y la cordillera de Nahuelbuta, llamado El Natri, ha sido declarada santuario de la naturaleza de Chile.

### Estado trófico
La eutrofización es el envejecimiento natural de cuerpos lacustres (lagos, lagunas, embalses, pantanos, humedales, etc.) como resultado de la acumulación gradual de nutrientes, un incremento de la productividad biológica y la acumulación paulatina de sedimentos provenientes de su cuenca de drenaje.: 4  Su avance es dependiente del flujo de nutrientes, de las dimensiones y forma del cuerpo lacustre y del tiempo de permanencia del agua en el mismo.: 24  En estado natural la eutrofización es lenta (a escala de milenios), pero por causas relacionadas con el mal uso del suelo, el incremento de la erosión y por la descarga de aguas servidas domésticas entre otras, puede verse acelerado a escala temporal de décadas o menos.: 4  Los elementos más característicos del estado trófico son fósforo, nitrógeno, DBO5 y clorofila y la propiedad turbiedad. Una medición objetiva y frecuente de estos es necesaria para la aplicación de políticas de protección del medio ambiente. 
La clasificación trófica nombra la concentración de esos objetos bajo observación (de menor a mayor concentración): ultraoligotrófico, oligotrófico, mesotrófico, eutrófico, hipereutrófico. Ese es el estado trófico del elemento en el cuerpo de agua. Los estados hipereutrófico y eutrófico son estados no deseados en el ecosistema, debido a que los bienes y servicios que nos brinda el agua (bebida, recreación, entre otros) son más compatibles con lagos de características ultraoligotróficas, oligotróficas o mesotróficas.: 14 
Según un informe de la Dirección General de Aguas de 2018, la evaluación actual del estado trófico del lago presenta una condición mesotrófica, sin especificar el elemento.: 22 